# 光起電力効果
光起電力効果（ひかりきでんりょくこうか、Photovoltaic effect）は、物質に光を照射することで起電力が発生する現象である。光電効果の一種にも分類される。

## 原理
電解質溶液などで発生する場合もあるが、半導体のpn接合や、半導体と金属とのショットキー接合部など、整流作用を持つ半導体の界面で発生するものがよく利用される。
こうした整流作用を持つ界面には内蔵電場が存在する。界面に入射した光によって伝導電子が増え（内部光電効果）、内蔵電場によって正孔と引き離される。これを電極から外部に取り出すことで光電流が得られる。

### pn接合半導体の場合
番号は右図のものに適用する。

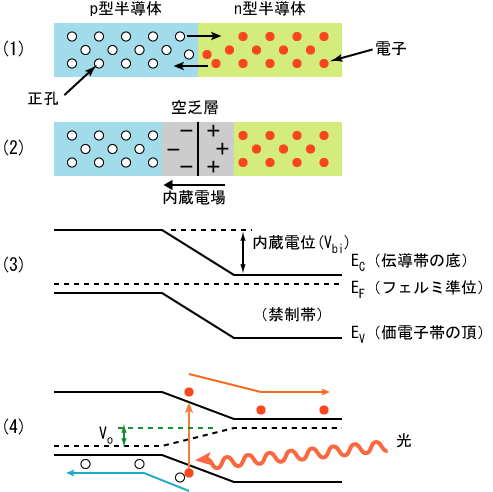
pn接合における光起電力効果。電子は伝導電子のみを示す。

1. p型とn型の半導体を接合すると、接合部付近では伝導電子と正孔がお互いに拡散して結びつく拡散電流が生じる。
2. 伝導電子と正孔が打ち消し合った結果、接合部付近にこれらキャリアの少ない領域（空乏層）が形成される。また、伝導電子と正孔をそれぞれn型、p型領域へ引き戻そうとする内蔵電場（および内蔵電場に従ってキャリアが動くドリフト電流）が生まれる。
3. 熱平衡状態においては、拡散電流とドリフト電流が釣り合い、フェルミ準位は一定となる。
4. ここで半導体の禁制帯幅（バンドギャップ）よりも大きなエネルギーを持つ光をpn接合に照射し、接合領域に於いて価電子帯の電子が光を吸収すると、禁制帯を越えて励起されて伝導電子（光電子）となり、その跡には正孔が残る（内部光電効果）。この光電子の発生によってドリフト電流が増大し、熱平衡状態が崩れる。空乏層に形成されている内部電場によって、光電子はn型半導体に、正孔はp型半導体に移動し、起電力が発生する。この起電力を光起電力と言う。

ここでn型半導体・p型半導体に電極を取り付けると、それぞれ負極・正極となって直流電流を外部に取り出すことができる。

## 応用
- フォトダイオードなどの光センサー
- 太陽電池のソーラーパネル

## 歴史

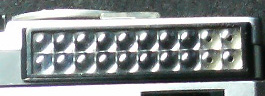
セレン光電池受光部 - キヤノンメーターIIのもの

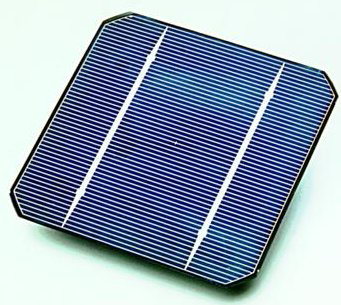
太陽電池（単結晶シリコン型）

光起電力効果は1839年にアレクサンドル・エドモン・ベクレルが最初に報告した。これは薄い塩化銀で覆われた白金の電極を電解液に浸したものに、光を照射すると光電流が生じる現象として報告された。彼は電流が熱によるものではないことを示し、カラーフィルターを用いることで（大雑把ながら）スペクトル感度特性を示した。これが光起電力効果に関する最初の報告となった。このときベクレルが創ったのは現在の色素増感太陽電池の原型ではないかと言われる。
その後1873年にウィルビー・スミス(Willoughby Smith)らがセレンにおいて光導電現象を確認し、1876年にアダムス(Adams)とデイ(Day)らがセレンと金属との接合面における光起電力効果を確認した。
1880年にアレクサンダー・グラハム・ベルはセレンの感光特性を光線電話に使用した。
1883年、フリット(C.E.Fritts)がセレンに薄い金の膜を接合した、セレン光起電力セル(Photovoltaic Cell)を作製した。このセルは現在で言うショットキー接合を使ったもので、変換効率はわずか1%程度であった（現在の太陽電池はpn接合を用いる）。この発明は1960年代まで光センサーとして、カメラの露出計等に広く応用された。
1887年、ハインリヒ・ヘルツにより光電効果が見出された。これはハルヴァックス(W.L.Hallwacks)やフィリップ・レーナルトらの研究を経て、アルベルト・アインシュタインの光量子仮説により、光子と電子の相互作用が理論付けられた（光電効果#歴史を参照）。これが光起電力効果の理論的な理解の礎となった。
1954年、ベル研究所のダリル・シャピン(Daryl Chapin)、カルビン・フラー(Calvin Fuller)、ゲラルド・ピアーソン(Gerald Pearson)によって開発された、pn接合を用いた太陽電池が発表された。変換効率は6%であった。これが現在の太陽電池の原型となった（詳しくは太陽電池#歴史を参照）。